# واژه‌شناسی
واژه‌شناسی (به انگلیسی: lexicology) بررسی و شناخت اجزای یک واژه، مانند تک‌واژها و وندها و پسوندهای تصریفی است. واژه‌شناسی به تحلیل و درک چگونگی شکل‌گیری، تغییر و استفاده از واژگان در زبان می‌پردازد و از این رو، تفاوت‌های بین واژگان مترادف، هم‌ریشه و متضاد را بررسی می‌کند.